# Tunis Open 2009
Il Tunis Open 2009 è stato un torneo professionistico di tennis maschile giocato sulla terra rossa, che faceva parte dell'ATP Challenger Tour 2009. Si è giocato a Tunisi in Tunisia dal 27 aprile al 3 maggio 2009.

## Partecipanti

### Teste di serie
| Nazionalità | Giocatore        | Ranking* | Testa di serie |
| ----------- | ---------------- | -------- | -------------- |
| Finlandia   | Jarkko Nieminen  | 50       | 1              |
| Francia     | Nicolas Devilder | 64       | 2              |
| Germania    | Björn Phau       | 65       | 3              |
| Portogallo  | Frederico Gil    | 75       | 4              |
| Argentina   | Diego Junqueira  | 77       | 5              |
| Spagna      | Pablo Andújar    | 91       | 6              |
| Stati Uniti | Wayne Odesnik    | 98       | 7              |
| Argentina   | Leonardo Mayer   | 105      | 8              |

- Ranking al 20 aprile 2009.

### Altri partecipanti
Giocatori che hanno ricevuto una wild card:
- Gastón Gaudio
- Walid Jallali
- Malek Jaziri
- Adrian Ungur

Giocatori passati dalle qualificazioni:
- Albert Ramos Viñolas
- Laurent Recouderc
- David Savić
- Pedro Sousa

## Campioni

### Singolare
Gastón Gaudio ha battuto in finale  Frederico Gil con il punteggio di 6–2, 1–6, 6–3

### Doppio
Brian Dabul /  Leonardo Mayer hanno battuto in finale  Johan Brunström /  Jean-Julien Rojer con il punteggio di 6–4, 7–6(6)